# Finis Gloriae Mundi
 (juillet 2024).
La mise en forme du texte ne suit pas les recommandations de Wikipédia : il faut le « wikifier ».
Les points d'amélioration suivants sont les cas les plus fréquents. Le détail des points à revoir est peut-être précisé sur la page de discussion.
- Les titres sont pré-formatés par le logiciel. Ils ne sont ni en capitales, ni en gras.
- Le texte ne doit pas être écrit en capitales (les noms de famille non plus), ni en gras, ni en italique, ni en « petit »…
- Le gras n'est utilisé que pour surligner le titre de l'article dans l'introduction, une seule fois.
- L'italique est rarement utilisé : mots en langue étrangère, titres d'œuvres, noms de bateaux, etc.
- Les citations ne sont pas en italique mais en corps de texte normal. Elles sont entourées par des guillemets français : « et ».
- Les listes à puces sont à éviter, des paragraphes rédigés étant largement préférés. Les tableaux sont à réserver à la présentation de données structurées (résultats, etc.).
- Les appels de note de bas de page (petits chiffres en exposant, introduits par l'outil «  Source ») sont à placer entre la fin de phrase et le point final[comme ça].
- Les liens internes (vers d'autres articles de Wikipédia) sont à choisir avec parcimonie. Créez des liens vers des articles approfondissant le sujet. Les termes génériques sans rapport avec le sujet sont à éviter, ainsi que les répétitions de liens vers un même terme.
- Les liens externes sont à placer uniquement dans une section « Liens externes », à la fin de l'article. Ces liens sont à choisir avec parcimonie suivant les règles définies. Si un lien sert de source à l'article, son insertion dans le texte est à faire par les notes de bas de page.
- La présentation des références doit suivre les conventions bibliographiques. Il est recommandé d'utiliser les modèles {{Ouvrage}}, {{Chapitre}}, {{Article}}, {{Lien web}} et/ou {{Bibliographie}}. Le mode d'édition visuel peut mettre en forme automatiquement les références.
- Insérer une infobox (cadre d'informations à droite) n'est pas obligatoire pour parachever la mise en page.

Pour une aide détaillée, merci de consulter Aide:Wikification.
Si vous pensez que ces points ont été résolus, vous pouvez retirer ce bandeau et améliorer la mise en forme d'un autre article.
Finis Gloriae Mundi (« La fin de la gloire du monde ») est une peinture à l'huile réalisée par Juan de Valdés Leal entre 1670 et 1672, avec In Ictu Oculi, les deux œuvres ont été commanditées par Miguel Mañara pour être placées sous le chœur de l'église de l'hôpital de la Claridad de Séville. Ses dimensions sont de 220 × 216 cm se terminant par un haut cintré. Les deux tableaux sont également désignés ensemble « Les hiéroglyphes de la fin de la vie » ou « Les derniers jours de la vie ».

## Commission
Juan de Valdés Leal est né à Séville (1622-1690) et a continué à travailler dans la ville malgré une crise constante, peignant majoritairement pour les églises et les monastères qui lui commandaient des peintures religieuses. Miguel de Mañara, fondateur de l'Hôpital de la Claridad, a commandé trois œuvres à l'artiste,.
La première œuvre d'art, La Exaltación de la Cruz, préside le chœur de l'église, racontant l'épisode où l'empereur Héraclius rend la Sainte Croix à Jerasulem en 629 apr. J.-C. Les deux autres ont été chargés de mettre en évidence le caractère éphémère des biens matériels et des vertus, dans le style du genre Vanité, populaire à l'époque.

## Contexte historique
Les peintures ont été créées pendant la Contre-Réforme, un mouvement catholique en réponse à la Réforme protestante pour tenter de gagner plus de membres et d'influence. En conséquence, les églises ont commencé à se couvrir d’œuvres d’art, de chefs-d’œuvre dorés et de statues renforçant leur foi, conduisant à une nouvelle ère de l’art religieux.
Entre 1647 et 1652, la Grande Peste de Séville, supposée d'avoir été la peste bubonique apportée par un navire d'Algérie, a touché la majeure partie de l'Andalousie et de la côte orientale, atteignant jusqu'à Barcelone. Elle a aussi touché Séville car aucune mesure de quarantaine n'a été mis en mise en place pendant l’épidémie, conduisant à la mort d'un quart de la population de la ville.
Les épidémies étaient courantes à Séville au XVIIe siècle, trois épidémies ont ravagé la ville à cette époque, faisant chuter la population de 150 000 habitants en 1588 à 85 000 au siècle suivant.

## Description
On peut séparer l'œuvre d'art en trois plans principaux : dans le premier, on peut observer deux cadavres disposés dans des cercueils, le premier est un squelette vêtu d'un costume religieux, entouré d'insectes qui le traversent, et le second est un homme couvert d'un manteau. Devant eux se trouve un ruban avec la phrase qui donne le nom du tableau, Finis Gloriae Mundi (fin des gloires du monde). Dans le deuxième plan en haut, une main illuminée dans les nuages tient une balance avec divers objets sur chaque soucoupe, celle de gauche tient un cochon, une chèvre, un paon et un chien qui grogne, accompagnés de la phrase ni más (ni plus), tandis que la soucoupe de droite contient quelques livres, un cœur avec les lettres JHS et la phrase ni menos (ni moins).
Enfin, au fond, à gauche une chouette à peine éclairée, ainsi que quelques crânes surmontés de divers os, et un troisième cadavre reposant au sol.

## Analyse
Dans le premier plan, on peut observer deux cadavres. Le premier est celui d’un évêque, ce qui peut être déduit du fait qu’il porte des vêtements typiquement portés par les évêques.
Le deuxième corps est le cadavre d'un soldat de l'Ordre de Calatrava, recouvert d'un manteau sur lequel sont inscrits ses symboles. Les soldats de l'Ordre de Calatrava avaient probablement des connotations positives pour l'artiste, par exemple la bravoure et le courage démontrés par son origine historique, expulsant les musulmans du territoire chrétien.
En arrière-plan se trouve un hibou, un animal lié à l'obscurité en raison de sa nature nocturne, ainsi que de nombreux crânes et os. Dans le deuxième plan en haut, on peut observer une allusion au jugement des âmes normalement représenté par l'Archange Saint Michel tenant une balance, dans ce cas c'est la main du Christ, entourée de nuages et de l'auréole dorée. La soucoupe gauche de la balance contient les symboles des péchés capitaux, contenant une pomme qui représente le péché originel, le cochon représentant la gourmandise, le paon représentant l'orgueil, et le chien qui grogne symbolisant probablement la colère, et il y a une petite chauve-souris au-dessus de la pomme représentant la jalousie, car on disait qu'en n'étant ni oiseau ni rat, elle finissait par être jalouse des deux animaux,.
La soucoupe de droite contient différents éléments liés à la vertu, à la prière, à la pénitence et à la charité, avec les initiales JHS faisant référence à Jésus. La signification est clairement mise en évidence par le texte accompagnant chaque soucoupe : « Ni plus de péchés ne sont nécessaires à la condamnation, ni moins de vertus sont nécessaires au salut. ». Cela réaffirme l’idée selon laquelle les humains possèdent la capacité de rétablir l’équilibre de la balance par leurs actions.
On peut alors en déduire que l’œuvre d’art est censée représenter le caractère éphémère de la vie humaine et les plaisirs qu’elle comporte, laissant le salut de l’âme au libre arbitre. Les éléments de l’œuvre d’art transmettent un message moral à ceux qui la voient, et remplissent l’objectif de la Contre-Réforme : montrer clairement que le salut peut être obtenu par les actions humaines et en adhérant à l’Église.